# Розшарування (топологія)
Розшарування — взагалі кажучи, неперервне сюр'єктивне відображення
{\displaystyle \pi \colon X\to B}
між топологічними просторами.
При цьому
- {\displaystyle X} називається простором розшарування (або тотальним простором розшарування або розшарованим простором)
- {\displaystyle B} — базою розшарування,
- {\displaystyle \pi } — проєкцією розшарування,
- {\displaystyle F_{b}=\pi ^{-1}(b)} — шаром над {\displaystyle b\in B}.

Зазвичай розшарування подають як об’єднання шарів {\displaystyle F_{b}}, що параметризовані базою {\displaystyle B} і склеяні топологією простору {\displaystyle X}.
Часто термін «розшарування» вживають як коротку назва для більш спеціальних термінів, таких як гладке розшарування або локально тривіальне розшарування.

## Пов'язані означення
- Перетин розшарування {\displaystyle f:X\to B}, відображення {\displaystyle h:B\to X} таке, що {\displaystyle f\circ h} ― тотожне відображення на {\displaystyle B}.
- Розшарування називається тривіальним, якщо його простір гомеоморфний прямому добутку {\displaystyle X\times F}, а проєкція задається канонічним чином:

{\displaystyle \pi (x,f)=x,\quad x\in X,~f\in F}

## Типи розшарувань
- Локально тривіальне розшарування
- Розшарування Гуревича
- Розшарування Зейферта
- Розшарування Серра
- Розшарування Гопфа
- Гладке розшарування
- Векторне розшарування